# Rechtsfeit
Een rechtsfeit is een juridisch relevant feit of samentelling van feiten waaraan het objectieve recht een bepaald rechtsgevolg koppelt, zoals het ontstaan van een subjectief recht. Het begrip rechtsfeit is geen wettelijk begrip, doch een concept uit de rechtsleer en de jurisprudentie.

## Nederland
Rechtsfeiten zijn onder te verdelen in blote rechtsfeiten, rechtshandelingen en feitelijke handelingen.
| Rechtsfeitenschema Nederlands privaat- en publiekrecht                                                    | Rechtsfeitenschema Nederlands privaat- en publiekrecht                                                    | Rechtsfeitenschema Nederlands privaat- en publiekrecht                                                      | Rechtsfeitenschema Nederlands privaat- en publiekrecht                                     | Rechtsfeitenschema Nederlands privaat- en publiekrecht                                     | Rechtsfeitenschema Nederlands privaat- en publiekrecht                                     | Rechtsfeitenschema Nederlands privaat- en publiekrecht                                     | Rechtsfeitenschema Nederlands privaat- en publiekrecht                                     | Rechtsfeitenschema Nederlands privaat- en publiekrecht                                     | Rechtsfeitenschema Nederlands privaat- en publiekrecht                                     | Rechtsfeitenschema Nederlands privaat- en publiekrecht                                     | Rechtsfeitenschema Nederlands privaat- en publiekrecht                                               | Rechtsfeitenschema Nederlands privaat- en publiekrecht                                     | Rechtsfeitenschema Nederlands privaat- en publiekrecht                                                                     | Rechtsfeitenschema Nederlands privaat- en publiekrecht                                                   |
| --- | --- | --- | ------------------------------------------------------------------------------------------ | ------------------------------------------------------------------------------------------ | ------------------------------------------------------------------------------------------ | ------------------------------------------------------------------------------------------ | ------------------------------------------------------------------------------------------ | ------------------------------------------------------------------------------------------ | ------------------------------------------------------------------------------------------ | ------------------------------------------------------------------------------------------ | --- | ------------------------------------------------------------------------------------------ | --- | --- |
| Feiten (gebeurtenissen, omstandigheden, handelingen, tijdsverlopen)                                       | | |                                                                                            |                                                                                            |                                                                                            |                                                                                            |                                                                                            |                                                                                            |                                                                                            |                                                                                            | |                                                                                            | | |
| Rechtsfeiten (gebeurtenissen, omstandigheden, handelingen, tijdsverlopen met rechtsgevolg)                | Rechtsfeiten (gebeurtenissen, omstandigheden, handelingen, tijdsverlopen met rechtsgevolg)                | Rechtsfeiten (gebeurtenissen, omstandigheden, handelingen, tijdsverlopen met rechtsgevolg)                  | Rechtsfeiten (gebeurtenissen, omstandigheden, handelingen, tijdsverlopen met rechtsgevolg) | Rechtsfeiten (gebeurtenissen, omstandigheden, handelingen, tijdsverlopen met rechtsgevolg) | Rechtsfeiten (gebeurtenissen, omstandigheden, handelingen, tijdsverlopen met rechtsgevolg) | Rechtsfeiten (gebeurtenissen, omstandigheden, handelingen, tijdsverlopen met rechtsgevolg) | Rechtsfeiten (gebeurtenissen, omstandigheden, handelingen, tijdsverlopen met rechtsgevolg) | Rechtsfeiten (gebeurtenissen, omstandigheden, handelingen, tijdsverlopen met rechtsgevolg) | Rechtsfeiten (gebeurtenissen, omstandigheden, handelingen, tijdsverlopen met rechtsgevolg) | Rechtsfeiten (gebeurtenissen, omstandigheden, handelingen, tijdsverlopen met rechtsgevolg) | Rechtsfeiten (gebeurtenissen, omstandigheden, handelingen, tijdsverlopen met rechtsgevolg)           | Rechtsfeiten (gebeurtenissen, omstandigheden, handelingen, tijdsverlopen met rechtsgevolg) | Rechtsfeiten (gebeurtenissen, omstandigheden, handelingen, tijdsverlopen met rechtsgevolg)                                 | Blote feiten (gebeurtenissen, omstandigheden, menselijke handelingen, tijdsverlopen zonder rechtsgevolg) |
| Menselijke handelingen met rechtsgevolg                                                                   | Menselijke handelingen met rechtsgevolg                                                                   | Menselijke handelingen met rechtsgevolg                                                                     | Menselijke handelingen met rechtsgevolg                                                    | Menselijke handelingen met rechtsgevolg                                                    | Menselijke handelingen met rechtsgevolg                                                    | Menselijke handelingen met rechtsgevolg                                                    | Menselijke handelingen met rechtsgevolg                                                    | Menselijke handelingen met rechtsgevolg                                                    | Menselijke handelingen met rechtsgevolg                                                    | Menselijke handelingen met rechtsgevolg                                                    | Menselijke handelingen met rechtsgevolg                                                              | Menselijke handelingen met rechtsgevolg                                                    | Blote rechtsfeiten (feiten met rechtsgevolg, zijnde geen menselijke handelingen) verjaring overlijden geboorte naburigheid | Blote feiten (gebeurtenissen, omstandigheden, menselijke handelingen, tijdsverlopen zonder rechtsgevolg) |
| Rechtshandelingen (menselijke handelingen met beoogd rechtsgevolg)                                        | Rechtshandelingen (menselijke handelingen met beoogd rechtsgevolg)                                        | Rechtshandelingen (menselijke handelingen met beoogd rechtsgevolg)                                          | Rechtshandelingen (menselijke handelingen met beoogd rechtsgevolg)                         | Rechtshandelingen (menselijke handelingen met beoogd rechtsgevolg)                         | Rechtshandelingen (menselijke handelingen met beoogd rechtsgevolg)                         | Rechtshandelingen (menselijke handelingen met beoogd rechtsgevolg)                         | Rechtshandelingen (menselijke handelingen met beoogd rechtsgevolg)                         | Rechtshandelingen (menselijke handelingen met beoogd rechtsgevolg)                         | Rechtshandelingen (menselijke handelingen met beoogd rechtsgevolg)                         | Rechtshandelingen (menselijke handelingen met beoogd rechtsgevolg)                         | Feitelijke handelingen (menselijke handelingen met niet-beoogd rechtsgevolg)                         | Feitelijke handelingen (menselijke handelingen met niet-beoogd rechtsgevolg)               | Blote rechtsfeiten (feiten met rechtsgevolg, zijnde geen menselijke handelingen) verjaring overlijden geboorte naburigheid | Blote feiten (gebeurtenissen, omstandigheden, menselijke handelingen, tijdsverlopen zonder rechtsgevolg) |
| Eenzijdige rechtshandelingen                                                                              | Eenzijdige rechtshandelingen                                                                              | Eenzijdige rechtshandelingen                                                                                | Meerzijdige rechtshandelingen                                                              | Meerzijdige rechtshandelingen                                                              | Meerzijdige rechtshandelingen                                                              | Meerzijdige rechtshandelingen                                                              | Meerzijdige rechtshandelingen                                                              | Meerzijdige rechtshandelingen                                                              | Meerzijdige rechtshandelingen                                                              | Meerzijdige rechtshandelingen                                                              | Onrechtmatige daad veroorzaken ongeluk, gevaarzetting en/of Strafbaar feit moord, doodslag, diefstal | Rechtmatige daad zaakwaarneming, ongerechtvaardigde verrijking, onverschuldigde betaling   | Blote rechtsfeiten (feiten met rechtsgevolg, zijnde geen menselijke handelingen) verjaring overlijden geboorte naburigheid | Blote feiten (gebeurtenissen, omstandigheden, menselijke handelingen, tijdsverlopen zonder rechtsgevolg) |
| Eenzijdige privaatrechtelijke rechtshandeling                                                             | Eenzijdige privaatrechtelijke rechtshandeling                                                             | Eenzijdige publiekrechtelijke rechtshandeling wetgeving besluit met algemene strekking, beschikking, vonnis | Meerzijdige privaatrechtelijke rechtshandeling                                             | Meerzijdige privaatrechtelijke rechtshandeling                                             | Meerzijdige privaatrechtelijke rechtshandeling                                             | Meerzijdige privaatrechtelijke rechtshandeling                                             | Meerzijdige privaatrechtelijke rechtshandeling                                             | Meerzijdige privaatrechtelijke rechtshandeling                                             | Meerzijdige privaatrechtelijke rechtshandeling                                             | Meerzijdige publiekrechtelijke rechtshandeling afspraak tussen overheidsorganen            | Onrechtmatige daad veroorzaken ongeluk, gevaarzetting en/of Strafbaar feit moord, doodslag, diefstal | Rechtmatige daad zaakwaarneming, ongerechtvaardigde verrijking, onverschuldigde betaling   | Blote rechtsfeiten (feiten met rechtsgevolg, zijnde geen menselijke handelingen) verjaring overlijden geboorte naburigheid | Blote feiten (gebeurtenissen, omstandigheden, menselijke handelingen, tijdsverlopen zonder rechtsgevolg) |
| Gerichte eenzijdige privaatrechtelijke rechtshandeling aanbod, aanvaarding, opzegging arbeidsovereenkomst | Ongerichte eenzijdige privaatrechtelijke rechtshandeling wilsbeschikking, verwerping/ aanvaarding erfenis | Eenzijdige publiekrechtelijke rechtshandeling wetgeving besluit met algemene strekking, beschikking, vonnis | Privaatrechtelijke overeenkomsten                                                          | Privaatrechtelijke overeenkomsten                                                          | Privaatrechtelijke overeenkomsten                                                          | Privaatrechtelijke overeenkomsten                                                          | Privaatrechtelijke overeenkomsten                                                          | Privaatrechtelijke overeenkomsten                                                          | Overige privaatrechtelijke meerzijdige rechtshandelingen                                   | Meerzijdige publiekrechtelijke rechtshandeling afspraak tussen overheidsorganen            | Onrechtmatige daad veroorzaken ongeluk, gevaarzetting en/of Strafbaar feit moord, doodslag, diefstal | Rechtmatige daad zaakwaarneming, ongerechtvaardigde verrijking, onverschuldigde betaling   | Blote rechtsfeiten (feiten met rechtsgevolg, zijnde geen menselijke handelingen) verjaring overlijden geboorte naburigheid | Blote feiten (gebeurtenissen, omstandigheden, menselijke handelingen, tijdsverlopen zonder rechtsgevolg) |
| Gerichte eenzijdige privaatrechtelijke rechtshandeling aanbod, aanvaarding, opzegging arbeidsovereenkomst | Ongerichte eenzijdige privaatrechtelijke rechtshandeling wilsbeschikking, verwerping/ aanvaarding erfenis | Eenzijdige publiekrechtelijke rechtshandeling wetgeving besluit met algemene strekking, beschikking, vonnis | Verbintenisscheppende (obligatoire) overeenkomst                                           | Verbintenisscheppende (obligatoire) overeenkomst                                           | Goederenrechtelijke overeenkomst levering, cessie                                          | Bevrijdende (liberatoire) overeenkomst kwijtschelding, afstand                             | Familierechtelijke overeenkomst huwelijksvoorwaarden                                       | Overige overeenkomsten                                                                     | Overige privaatrechtelijke meerzijdige rechtshandelingen                                   | Meerzijdige publiekrechtelijke rechtshandeling afspraak tussen overheidsorganen            | Onrechtmatige daad veroorzaken ongeluk, gevaarzetting en/of Strafbaar feit moord, doodslag, diefstal | Rechtmatige daad zaakwaarneming, ongerechtvaardigde verrijking, onverschuldigde betaling   | Blote rechtsfeiten (feiten met rechtsgevolg, zijnde geen menselijke handelingen) verjaring overlijden geboorte naburigheid | Blote feiten (gebeurtenissen, omstandigheden, menselijke handelingen, tijdsverlopen zonder rechtsgevolg) |
| Gerichte eenzijdige privaatrechtelijke rechtshandeling aanbod, aanvaarding, opzegging arbeidsovereenkomst | Ongerichte eenzijdige privaatrechtelijke rechtshandeling wilsbeschikking, verwerping/ aanvaarding erfenis | Eenzijdige publiekrechtelijke rechtshandeling wetgeving besluit met algemene strekking, beschikking, vonnis | Wederkerige overeenkomst koop, huur                                                        | Eenzijdige overeenkomst schenking, bewaarneming                                            | Goederenrechtelijke overeenkomst levering, cessie                                          | Bevrijdende (liberatoire) overeenkomst kwijtschelding, afstand                             | Familierechtelijke overeenkomst huwelijksvoorwaarden                                       | Overige overeenkomsten                                                                     | Overige privaatrechtelijke meerzijdige rechtshandelingen                                   | Meerzijdige publiekrechtelijke rechtshandeling afspraak tussen overheidsorganen            | Onrechtmatige daad veroorzaken ongeluk, gevaarzetting en/of Strafbaar feit moord, doodslag, diefstal | Rechtmatige daad zaakwaarneming, ongerechtvaardigde verrijking, onverschuldigde betaling   | Blote rechtsfeiten (feiten met rechtsgevolg, zijnde geen menselijke handelingen) verjaring overlijden geboorte naburigheid | Blote feiten (gebeurtenissen, omstandigheden, menselijke handelingen, tijdsverlopen zonder rechtsgevolg) |

### Blote rechtsfeiten
Een bloot rechtsfeit is geen feitelijke handeling maar levert wel een rechtsgevolg op. Bijvoorbeeld een overlijden, het bereiken van de 18-jarige leeftijd of het vallen van een appel van de boom op het erf van de buurman. Het objectieve recht verbindt daar rechtsgevolgen aan maar er is geen menselijke handeling bij betrokken. Het begrip bloot rechtsfeit is geen wettelijk begrip, doch een begrip uit de rechtswetenschap.

### Rechtshandelingen
Een rechtshandeling beoogt een rechtsgevolg. Een rechtshandeling is dus gericht op het tot stand brengen van een rechtsgevolg. Het moet daarbij wel gaan om een rechtsgevolg dat het objectieve recht toestaat. Verder zal moeten zijn voldaan aan eventuele door het objectieve recht aan de betreffende rechtshandeling gestelde vereisten.
Rechtshandelingen zijn onder te verdelen in eenzijdige en meerzijdige rechtshandelingen. Bij eenzijdige rechtshandelingen kunnen er zowel meerdere partijen als een enkele partij zijn, maar er begaat maar één partij een rechtshandeling. Bij meerzijdige rechtshandelingen zijn er twee of meer partijen die samenwerkend een rechtshandeling begaan.
Eenzijdige rechtshandelingen zijn onder te verdelen in gerichte en ongerichte eenzijdige rechtshandelingen. Een ongerichte eenzijdige rechtshandeling is een eenzijdige rechtshandeling die niet gericht is tot een bepaalde persoon (of tot meer bepaalde personen), d.w.z. de geadresseerde. Om haar geldigheid te verkrijgen, hoeft zij dus niet ter kennis te zijn gebracht van die geadresseerde(n), bijvoorbeeld het erkennen van een kind of het opmaken van een testament. Voor een gerichte eenzijdige rechtshandeling is daarentegen vereist dat de verklaring ter kennis wordt gebracht aan de geadresseerde tot wie de rechtshandeling is gericht, bijvoorbeeld het nemen van ontslag.
Meerzijdige rechtshandelingen zijn onder te verdelen in overeenkomsten (obligatoir, liberatoir, goederen-, familie- of bewijsrechtelijk) en overige meerzijdige rechtshandelingen, zoals het oprichten van een vennootschap of stichting, sluiten van vereniging of een besluit van vergadering.

### Feitelijke handelingen
Feitelijke handeling wordt in de rechtsleer gebruikt als een technische benaming voor menselijke handelingen waar de wet een rechtsgevolg aan koppelt, ongeacht of dit rechtsgevolg beoogd is of niet. Voorbeelden van een feitelijke handeling met een rechtsgevolg zijn de wanprestatie, onrechtmatige daden en zogeheten rechtmatige daden (d.w.z. quasi-contracten). Menselijke handelingen waaraan geen enkel rechtsgevolg gekoppeld is, worden tot de ‘blote feiten’ gerekend.

## België
In België maakt men een onderscheid tussen rechtshandelingen enerzijds en rechtsfeiten anderzijds. Wanneer een feit of handeling zelfs helemaal geen rechtsgevolgen met zich meebrengt, gaat het over een ‘louter feit’.

### Rechtshandeling
Rechtshandeling is een doelgerichte wilsuiting die een handelende persoon (de auteur of actor) stelt met het oog op het creëren van rechtsgevolgen. Zo is het aangaan van een huwelijk een rechtshandeling, aangezien het werd aangegaan tussen twee natuurlijke personen die rechtsgevolgen, m.n. de huwelijkse rechten en verplichtingen, beoogden. Een ander voorbeeld is een koopcontract, waar men eigendomsoverdracht beoogt.
Men heeft dus de wil om rechtsgevolgen tot stand te brengen.
De rechtsleer kent de volgende onderscheidingen:
- naar de invloed op de subjectieve rechten:
  - constitutieve (of vestigende) rechtshandeling - ze scheppen een nieuw subjectief recht; bijv. contract, huwelijk, adoptie, dagvaarding (= instellen van rechtszaak), afsluiten van een verzekering
  - uitdovende (of extinctieve) rechtshandeling - doen een bestaand subjectief recht tenietgaan; bijv. verzaking aan een recht, kwijtschelding, doorhaling hypotheek, afstand doen van een rechtsgeding, ontslag, verwerping van een nalatenschap
  - overdragende (of translatieve) rechtshandeling - brengen de overdracht mee van een bestaand subjectief recht aan een nieuwe titularis; bijv. verkoop, schenking, ruil, legaat, cessie
  - declaratoire (of aanwijzende) rechtshandeling - strekken tot het bevestigen, het behoud of het bewijs van een subjectief recht; bijv. registratie van een huurcontract, erkenning, akte nemen van een mondelinge overeenkomst, veroordeling tot betaling factuur, inschrijvingsbewijs
- naar de invloed op het vermogen:
  - daad van bewaring - beogen de instandhouding van een vermogensbestanddeel; bijv. een huis laten herstellen, stuiten van een verjaring (terug naar nul), aangaan van een brandverzekering, inschrijving in openbare registers
  - daad van gebruik of genot - impliceren het aanwenden van het goed volgens zijn normale bestemming of het genieten van de vruchten ervan; bijv. wonen in een huis, huurgelden of interesten ontvangen
  - daad van beheer (of bestuur) - beogen de normale toekomstige vruchtdraging van het vermogen te verzekeren; bijv. verhuring van negen jaar of minder, inkomsten beleggen
  - daad van beschikking - rechtshandelingen waarbij de samenstelling van het vermogen wordt gewijzigd, meestal verlaat een vermogensbestanddeel voor lange tijd het vermogen; bijv. verhuring voor meer dan negen jaar, afsluiten van een dading, een hypotheek toestaan, een lening afsluiten, een goed vervreemden of vernietigen

### Rechtsfeit
Een rechtsfeit verschilt van een rechtshandeling in die zin dat men bij een rechtsfeit géén rechtsgevolgen beoogt. Een rechtsfeit is elke gebeurtenis, omstandigheid of handeling dat rechtsgevolgen teweeg brengt, zonder dat er de intentie was ze teweeg te brengen. Een auto-ongeluk, waarbij de ene chauffeur een fout (onrechtmatige daad in de zin van art. 1382 BW) heeft begaan, is een voorbeeld van een rechtsfeit, omdat ze een schuldvordering (rechtsgevolg) doet ontstaan in hoofde van het slachtoffer, dat de begunstigde is van de schadevergoeding. Dit rechtsgevolg was evenwel onttrokken aan de wil van beide partijen. Verdere voorbeelden zijn meerderjarig worden (rechtsgevolg = ontstaan handelingsbekwaamheid), overlijden (openvallen nalatenschap) enz.

#### Onderscheidingen
Het is gebruikelijk om ongewilde of loutere rechtsfeiten, die het rechtsgevolg creëren zonder dat de menselijke wil daarop gericht was, te scheiden van gewilde rechtsfeiten, die zijn vrijwillig maar de aan rechtsregel gekoppelde gevolgen zijn niet beoogd. Ongewilde rechtsfeiten kunnen worden onderverdeeld in biologische feiten, natuurfeiten en tijdsverlopen. Biologische feiten zijn onder meer levensfasen (bijv. geboorte, meerderjarigheid, pensioenleeftijd, dood), bloedverwantschap, naburigheid en lichamelijke en geestelijke gezondheid. Natuurfeiten zijn gebeurtenissen en omstandigheden voortvloeiend uit natuurkrachten (bijv. natuurrampen), epidemieën, gedragingen van een dier, feiten die door derden veroorzaakt worden (bijv. antropogene rampen) of toeval. Tijdsverlopen omvatten bijvoorbeeld het verstrijken fatale termijn, verval-, verjarings- of beroepstermijn en rechtsverwerking.
De belangrijkste civielrechtelijke vormen van gewilde rechtsfeiten zijn bezit, quasi-contracten, wanprestatie en onrechtmatige daden, want deze laatste drie onbedoelde rechtsgevolgen produceren, ongeacht of de vrijwillige menselijke handeling geoorloofd of ongeoorloofd is. Als alternatief kan men dergelijke rechtsfeiten opsplitsen in het rechtscheppende feit, zoals het bezit waardoor het weerlegbare vermoeden van eigendom ontstaat, en het verbintenisscheppende feit, zoals de buitencontractuele schade die de verwekker (dader) verplicht deze schade te vergoeden.

### Bewijsrechtelijke verschillen
Het onderscheid tussen beiden is o.m. relevant voor het bewijsrecht. Zo zal het bestaan van een overeenkomst tussen de partijen het gevolg zijn van een rechtshandeling, waardoor ze onderworpen zijn aan het respectievelijk bewijsrecht (burgerlijk bewijsrecht indien tussen gewone personen, handelsbewijsrecht indien tussen handelaars). Het bestaan van een overeenkomst tussen partijen is voor een derde aan die overeenkomst een rechtsfeit, wat ervoor zorgt dat de derde zich alle middelen van recht mag aanwenden om het bestaan van de overeenkomst te bewijzen.